# Struktureringsteori
Struktureringsteorin är inom sociologin ett försök att artikulera ett aktörscentrerat perspektiv som även tar hänsyn till samhällets övergripande strukturer. Individen betraktas som kapabel att förändra samtidigt som det sociala normkomplexet erkänns som centralt. Denna medelväg mellan strukturalism och aktörsorienterade teorier yttrar sig genom att individens intention betraktas som sekundär i relation till de så kallade "oavsiktliga konsekvenser". Kort sagt: vi har kontroll över våra handlingar, men vi kan omöjligtvis överblicka alla dess följder.
De första tankarna kring struktureringsteorin lades fram av teoretikern Anthony Giddens. Den centrala delen i Giddens tankar var att strukturen och människan är ömsesidigt beroende av varandra. Strukturen påverkar människan genom att möjliggöra och begränsa handlingar. Samtidigt påverkar människan strukturen (och därmed andra människors framtida handlingsutrymme) genom att följa eller förändra den förväntade handlingen. Teorin har sedan utvecklats, framförallt av Rob Stones som gjorde teorin mindre abstrakt. 